# Тришна
Тришна (санскр. तृष्णा), также Танха (пали: तण्हा) —
понятие индийской философии, обозначающее тягу к жизни как фундаментальное свойство психики всех живых существ. Термин «тришна» используется в индуизме, буддизме и джайнизме для обозначения жажды существования, обусловливающей сансарическое бытие. Тришна тесно связана со страстью (кама). Обычно употребление слова «тришна» несёт в себе негативные коннотации, поскольку им обозначают качество, которое, в соответствии с традиционным индийским мировоззрением, следует преодолеть.

## В индуизме
Слово «тришна» часто встречается в священных писаниях индуизма и употребляется современными индийскими мыслителями.
В Бхагавад-гите Кришна называет тришну одной из причин возникновения гуны раджас наряду с вожделением (рага).
В Мокшадхарме тришна указывается в качестве источника страдания.
Согласно Мокшадхарме, тришна приравнивается к тяжёлой болезни, от которой необходимо излечиться:
«Худоумным трудно покинуть жажду (тришну): до старости она не стареет,
И только с жизнью она кончается; покинувшему этот недуг — благо».
Б. Л. Смирнов в комментарии к 18 шлоке 174 главы Мокшадхармы указывает на то, что тришна стала «настоящим техническим термином для обозначения того первичного свойства всех живых существ, которое европейская психофизиология называет инстинктом самосохранения. В нём индийские философы видели главного врага, препятствующего Освобождению … Тришна и Кама — одно, но первое слово больше подчёркивает инстинкт самосохранения, а второе — половой инстинкт. Слово „тришна“ не употребляется для обозначения физической жажды, это понятие выражается словом „пипаса“ (желание пить)».
В более широком смысле тришна выступает синонимом чувственного желания и зачастую употребляется во множественном числе.
Свами Шивананда даёт следующие разъяснения:
Тришна означает сильное желание или чувственное влечение. Через постоянное повторение наслаждения объектом привязанность к этому объекту становится очень сильной и острой. Это есть Тришна.
Легко стать крупным учёным-исследователем в Оксфордском или Кембриджском университете и получить учёную степень магистра гуманитарных наук или доктора философии. Но чрезвычайно трудно искоренить эти Тришны. Именно по этой причине Шри Васиштха говорит Шри Раме: «Можно вырвать с корнем Гималаи. Можно выпить целый океан. Можно проглотить огонь. Но трудно уничтожить Тришны. Желания вызывают непрестанное бедствие разными способами. Эти желания — семена сансары» (Йога Васиштха)".

## В буддизме
В рамках Четырёх Благородных Истин Вторая Благородная Истина определяет танху (тришну) как источник (самудая, санскр. समुदाय—) страданий (духкха). Детально эта концепция разработана в доктрине двенадцати нидан взаимозависимого происхождения (пратитьясамутпада), в которой танха является восьмым звеном.
В палийском каноне рассматриваются три типа жажды:
- жажда чувственных удовольствий (кама-танха);
- жажда существования (бхава-танха);
- жажда несуществования или уничтожения (вибхава-танха).

Кроме того, возможно деление на 6 видов:
- жажда телесных форм (рупа-танха),
- жажда звуков (садда-танха),
- жажда запахов (гандха-танха),
- жажда вкусов (раса-танха),
- жажда физического контакта (пхоттхабха-танха)
- жажда ментальных стимулов (рупа-танха)

Эти 6 танха, умноженные на 3 типа танха, приведённых выше, равны 18; если 18 умножить на 2 направления (внутреннее и внешнее), получится 36; 36 х 3 (фазы времени — прошлое, настоящее и будущее) = 108.
Буддистские учения описывают жажду чувственных удовольствий как стремление обладать желаемым объектом. Она также может иметь негативный характер — стремление избегать неприятных ощущений.
Танха охватывает не только жажду материальных объектов или чувственных удовольствий. Она также включает жажду жизни (или смерти для желающих совершить самоубийство), жажду славы (или её противоположности — бесчестия), жажду психических или эмоциональных состояний (например, счастья, радости, восторга, любви).
Согласно буддистским учениям, танха возникает из представления о возможности достижения счастья или благополучия путём исполнения желаний. Такая вера ведёт к умножению желаний и повторяющимся попыткам удовлетворить их. Графически данный процесс представлен Бхавачакрой (колесом бытия) — циклическим повторением психических состояний, вызванных желаниями и привязанностями (упадана). Дальнейший анализ танхи раскрывает, что вследствие непостоянства всех вещей в этом мире наслаждение ими не может быть достигнуто.
Более того, танха ведёт не только к собственным страданиям (духкха) испытывающего её, но и к чужим страданиям.
Буддистское решение проблемы танхи дано в Третьей благородной истине — истине о прекращении (ниродха) страданий. Прекращение страданий достигается путём подавления (ниббута) танхи. Проблема состоит в том, что желания непрактикующих Дхарму людей сводятся к чувственным удовольствиям, существованию и несуществованию. Когда же они начинают практиковать Дхарму и предпринимают правильное усилие, то их желания направляются к просветлению и освобождению, и в этом случае танха превращается из препятствия в средство достижения просветления.

## Параллели в европейской философии

### Боэций
Один из Отцов Церкви Боэций в самом нехристианском из своих произведений, озаглавленном «Утешение философией», указывал на присущую всем растениям и животным жажду существования, называя источником этой жажды природу: «Природа наделяет каждый вид тем, что ему необходимо, и она заботится, чтобы всё, пока сохраняет силу жизни, не погибло».
Боэций не только сделал очень точное психологическое наблюдение, сравнив подсознательное стремление к бытию у живых существ с действием законов природы в отношении неодушевлённых вещей, но и сформулировал по-своему за 1300 лет до Шопенгауэра идею отрицания воли к жизни: 

«Столь велика забота природы, что с помощью рассеивания семени она дала растениям не только временное бытие, но и как бы одарила их вечным существованием посредством какого-то [таинственного] механизма. Кто этого не знает? То же можно сказать и о вещах неодушевленных, ведь они так же устремляются к тому, что соответствует их природе. Разве поднималось бы легкое пламя вверх, а тяжесть не увлекала бы землю вниз, если бы такие движения не были им свойственны? Далее, если одно соответствует другому, то оба эти явления сохраняют единство, тогда как то, что недружественно, распадается. В соответствии с этим законом такие твердые тела, как, например, камни, в которых составляющие их частицы соединены наитеснейшим образом, при попытке разрушить их, оказывают сопротивление. То же наблюдается и в жидкостях, равно как в воздухе и воде, ибо, хотя они легко поддаются силам, их разделяющим, но быстро возвращаются в прежнее состояние. Огонь же избегает всякого расчленения. А ведь в этих случаях мы имеем дело не с волевыми движениями сознающей души, а с природными побуждениями, которые сродни проглатыванию пищи, свершению чего не вызывает в нас раздумий, или дыханию во сне, когда мы дышим, не задумываясь над этим. Так и у животных любовь к бытию проистекает не из желания души, но из законов природы. Однако часто случается, что смерть, которой страшится природа, избирает воля, и она заставляет также отрекаться иногда от продолжения рода, дара, которым природа наградила всех смертных для поддержания непрерывности их существования, и исполнения чего она неукоснительно требует. Итак, любовь к жизни проистекает не из осознанного желания живого существа, но из природного стремления. К тому же Провидение вложило в созданную им великую основу бытия — стремление жить до тех пор, пока это возможно».

### Артур Шопенгауэр
Немецкий философ Артур Шопенгауэр, не скрывавший своих симпатий к индуизму и буддизму, в центр своей философии поставил понятие «воля к жизни» (Wille zum Leben), которое чрезвычайно близко к понятию «тришна», хотя и имеет ряд отличительных особенностей.
Обосновывая преимущество своего философского подхода, Шопенгауэр утверждает:

«Каждый взгляд на мир, объяснить который есть задача философии, подтверждает и свидетельствует, что воля к жизни отнюдь не произвольный гипостаз или даже пустое слово, а единственное истинное выражение внутренней сущности. Всё рвётся и тяготеет к существованию, если возможно, к органическому, то есть к жизни, а затем к возможному её усилению; в животной природе становится очевидно, что воля к жизни — это основной тон её сущности, единственно неизменное и безусловное её свойство».
Подобно индуизму и буддизму, Шопенгауэр отмечает тесную связь воли к жизни с половым инстинктом.

«Если бы воля к жизни проявлялась только в инстинкте самосохранения, это было бы лишь утверждением индивидуального явления на время его естественного существования. Труды и заботы такой жизни не были бы велики, и она протекала бы легко и радостно. Поскольку же воля к жизни хочет жизни вообще и на все времена, она выступает и как половой инстинкт, который охватывает бесконечный ряд поколений. Этот инстинкт уничтожает ту беззаботность, весёлость и невинность, которые сопутствовали бы индивидуальному существованию, и привносит в сознание беспокойство и меланхолию, а в жизнь — неприятности, заботу и нужду. Если же этот инстинкт, как бывает в редких случаях, добровольно подавляется, то это — поворот воли, которая сходит со своего пути».
Путь к спасению немецкий мыслитель видит через отрицание воли к жизни, которое достигается двумя способами:
- искупление через многочисленные страдания — путь грешников, которым следует большинство;
- путь познания и добровольного аскетизма — удел избранных.

Следует подчеркнуть, что Шопенгауэр не заимствовал свои основные идеи из буддийской религии, о чём он сам написал следующее:

«Если бы я избрал критерием истины выводы моей философии, то я должен был бы признать преимущество буддизма перед всеми другими религиями… И это совпадение тем отраднее, что я в своём философствовании не находился под её влиянием. Ведь до 1818 года, когда вышла моя книга, о буддизме были в Европе только очень несовершенные и скудные сведения».
Отрицание воли к жизни в философии Шопенгауэра и сопутствующие ему состояния сознания отличаются от буддистского понятия «нирвана».